# Александър Каулбарс
Александър Василевич Каулбарс (на руски: Александр Васильевич Каульбарс) е руски барон, офицер, генерал от кавалерията. Участник в Руско-турската война (1877 – 1878). Военен министър на Княжество България. Учен-географ.

## Биография
Александър Каулбарс е роден на 14 май 1844 г. в Санкт Петербург в семейството на потомствен дворянин, барон от немско-шведски произход с родово имение Медерс. Ориентира към военното поприще и завършва Николаевското училище за гвардейски юнкери (1861) и Николаевската академия на Генералния щаб на Руската армия (1868). Действителна военна служба започва с производство в първо офицерско звание прапорщик в лейбгвардейския Гатчински полк.
Участва в потушаването на Полското въстание (1863 – 1864). Служи в Туркестанския военен окръг (1869 – 1873).

### Експедиция в Тяншан
През лятото на 1869 г. извършва експедиция през Южен Тяншан до Ферганската долина. В експедицията е назначен и военният топограф Фьодор Петрович Петров, който предишната година провежда на височина около 3000 м рекогносцировка на Централен Тяншан в района на езерото Сонгкьол. Експедицията тръгва от източната част на езерото Исък Кул, пресича хребета Терскей Алатау (5216 м) и навлиза в горните басейни на реките Нарин и Сариджаз (от басейна на Тарим).
Там Фьодор Петров картира късия, но мощен, хребет Ак Шийрак (до 5125 м) и открива редица големи ледници, най-големия от които (около 17 км) е наречен на негово име. Той установява, че от ледника Петров води началото си река Нарин. На изток Петров картира, но не съвсем точно, хребетите Керлюу Тоо и Сариджаз. От високопланинска долина на 79° и.д. вижда на юг неизвестен огромен хребет, покрит с вечни снегове със стръмни северни склонове – Какшаал Тоо.
Експедицията преминава покрай него на югозапад до 77° и.д. към горното течение на река Какшаал (както и Сариджаз от басейна на Тарим), проследява по цялото му протежение хребета Борколдай (дължина около 100 км) и след това на югозапад още няколко къси хребета. Зад тях се вижда голяма, обърната на юг планинска дъга, с двуглави бели върхове (до 1960 м), достигаща на запад до езерото Чатиркьол. На юг от река Какшаал изследователите виждат друг хребет с вечни снегове – Майдантаг (до 4556 м). Местните водачи на експедицията обясняват, че той се простира покрай целия десен бряг на Какшаал почти до устието на реката.
От там експедицията продължава на югозапад към езерото Чатиркьол (175 км2, на 3530 м височина), а след това на североизток и на 76º и.д. достига до река Нарин и изследва нейната долина до Ферганския хребет. На юг от котловината Петров картира хребета Ат Баши (135 км), на север – хребетите Молдотоо (около 150 км) и Джумгал Тоо (над 100 км).
Изследователите проследяват половината от дължината на Ферганския хребет покрай стръмните му източни склонове, като 3 пъти се изкачват на проходите му и сравнително точно го картират и определят цялата му дължина на 225 км. От река Нарин отрядът се насочва на северозапад, пресича хребета Таласки Алатау и по река Талас (661 км) се спуска до Джамбул. По време на прехода до долината на Талас Фьодор Петров определя положението и дължината на хребета Суусамир Тоо (около 125 км).

### Експедиция в делтата на Амударя
По време на Хивинския поход през 1873 г. изследва делтата на река Амударя. Публикува изследванията си на Кашгар, Сърдаря, Хан-Тенгри в Тян Шан. За заслугите си към географската наука Каулбарс е двоен златен лауреат на Руско географско дружество.

## Военна служба
Началник на щаба на 8-а кавалерийска дивизия, командир на 1-ва бригада от 14-а кавалерийска дивизия (1874 – 1882).
Участва в Руско-турската война (1877 – 1878) като началник на щаба на дивизия и командир на Преден конен отряд на 13-и армейски корпус.
Руски делегат по определяне новите граници на Сърбия, разширена териториално в резултат от войната.
Повишен във военно звание генерал-майор с назначение за командир на 1-ва бригада от 14-а кавалерийска дивизия (1881).

### Военен министър на Княжество България (1882 – 1883)
През 1882 г. е изпратен в Княжество България заедно с генерал-майор Леонид Соболев със задачата да подкрепи Режима на пълномощията на княз Александър Батенберг. Оглавява министерството на войната на 21 юни, запазвайки същия пост в сформираното два дни по-късно правителство на генерал-майор Леонид Соболев. Влизат в конфликт с консерваторите заради контрола и издръжката на Драгунския корпус (конна жандармерия, създадена през юли 1882). След окончателния разрив с тях през пролетта на 1883 г. залагат на съюз с Либералната партия и премахване на княжеските пълномощия. В началото на лятото замества генерал-майор Леонид Соболев в управлението на България за няколко месеца, докато последният пътува до Санкт Петербург, за да лобира срещу Александър Батенберг. В края на август прави заговор за детрониране на княза, останал без успех поради несъгласието на офицерите. Напуска България след оставката на генерал-майор Леонид Соболев в началото на септември 1883.
Като министър на войната реорганизира Българската армия. Създава бригадната организация и формира пехотни и кавалерийски бригади. Фаворизира руските командири във войската, отказвайки повишение на българските офицери.

### Служба в Далечния изток и участие в Руско-японската война
След завръщането си в Русия служи последователно в 1-ва кавалерийска дивизия, командир на 14-а кавалерийска дивизия, 2-ри кавалерийски корпус, 2-ри Сибирски армейски корпус и командващ войските на Одеския военен окръг (1883 – 1904). Член на военния съвет на Руската армия от 1890 г. Повишен е във военно звание генерал-лейтенант от 1891 г.
Като командир на 2-ри Сибирски корпус взема участие в потушаването на Боксерското въстание от 1900 – 1901 г. и в няколко експедиции в Манджурия. След тези успехи е повишен във военно звание генерал от кавалерията.
Участва в Руско-японската война от 1904 – 1905 г. като командир на 3-та манджурска армия. Главнокомандващият генерала от пехотата Алексей Куропаткин го обвинява за поражението при Мукден. Това налага специално разследване от военен съвет, приключило с оневиняването на Александър Каулбарс. Назначен за комендант на Одеския военен окръг в разгара на Революцията в Русия от 1905 г. и подкрепя монархистите. Остава на длъжността до 1909 г.

### Първа световна война
През Първата световна война командва авиацията на Руската армия (1914 – 1915). Излиза в оставка в края на 1915 г. и през следващата година е генерал-губернатор на Одеса.

## Последни години в емиграция
По време на Гражданската война участва в Доброволческата бяла армия. След поражението емигрира в Турция. Преселва се в България и след това трайно се установява във Франция. В Париж работи в частното Радио-телеграфическо дружество. Почетен председател на Съюза на руските летци.
Публикува 12 географски труда и 2 военно-практически разработки. Награден за географските си постижения със златен медал „Граф Литке“, а за военните си постижения – с орден „Свети Александър Невски“.